# Acrocercops autarithma
Acrocercops autarithma är en fjärilsart som beskrevs av Edward Meyrick 1934. Acrocercops autarithma ingår i släktet Acrocercops och familjen styltmalar. Inga underarter finns listade i Catalogue of Life.